# Joana Rosa
Joana Gomes Rosa Amado (Nossa Senhora da Luz, Maio) es una política y abogada caboverdiana, que fue la líder parlamentaria del Movimiento por la Democracia (MpD), en 1995 se convirtió en la primera mujer en presentarse a una alcaldía de Cabo Verde y en mayo de 2021 se convirtió en Ministra de Justicia de Cabo Verde.

## Biografía
Nació en la parroquia de Nossa Senhora da Luz, en el municipio de Maio, en la isla de Maio (Cabo Verde) habiendo cursado sus estudios primarios en dicha isla. En Praia, asistió a la escuela secundaria.
Se licenció en derecho por la Universidad Federal Fluminense de Brasil y obtuvo un posgrado en Derecho Bancario por el ICJS/Universidad de Lisboa y un máster en Gobernanza y Administración. Realizó cursos de Administración en el CENFA, cursos de Secretariado en la Escuela de Marina y Pesca y en el Instituto Nacional de Administración de Lisboa.
Rosa trabajó como abogada, asesora jurídica y entre 1994/95 fue Directora de Gabinete del Ministro de Agricultura. En 1995, se convirtió en la primera mujer en postularse a una alcaldía en Cabo Verde, habiendo sido Presidenta de la Asamblea Municipal de Maio durante dos mandatos.
En 2006 fue elegida por primera vez como diputada y ha sido la voz de la isla de Maio en el Parlamento de Cabo Verde. Fue elegida diputada de la Nación habiendo desempeñado las funciones de Vicepresidenta de la Bancada Parlamentaria del MpD en las direcciones presididas por Ulisses Correia e Silva y Fernando Elísio Freire y Vicepresidenta de la Red de Mujeres Parlamentarias. En el desarrollo de su actividad política estuvo vinculada a Comisiones en materia jurídica, como vicepresidenta de la Comisión de Revisión Constitucional 2010, de la Comisión de Asuntos Jurídicos, integrante de la Comisión Paritaria Paquete de Justicia y presidió la Comisión Especializada en Asuntos Constitucionales, Derechos Humanos, Seguridad y Reforma del Estado.
En enero de 2020, fue elegida líder parlamentaria del MpD, cargo que dejó al convertirse en ministra de Justicia, del VIII Gobierno Constitucional de la segunda República de Cabo Verde, en mayo de 2021.